# Пистолет-пулемёт Судаева
7,62-мм пистолеты-пулемёты образцов 1942 и 1943 годов системы Судаева (ППС) — варианты пистолета-пулемёта, разработанного советским конструктором Алексеем Ивановичем Судаевым в 1942 году. Применялись советскими войсками во время Великой Отечественной войны. 
Нередко ППС называют лучшим пистолетом-пулемётом Второй мировой войны.

## Конструкция
ППС — пистолет-пулемёт типичной для этого класса оружия конструкции. Автоматика работает за счёт отката массивного свободного затвора под действием отдачи при выстреле. Стрельба ведётся с заднего шептала. Режим огня — только автоматический, режим одиночного огня отсутствует (опытные стрелки могли делать от 1 до 3 выстрелов за нажатие). Возвратно-боевая пружина надета на направляющий стержень, который вставляется в отверстие с тыльной стороны затвора слева вверху. Рукоятка затвора расположена справа.
В соответствии с военным временем, исполнен довольно грубо. Состоит из ствола, штампованной стальной ствольной коробки, соединённой с кожухом ствола клёпкой и сваркой, рукоятки управления огнём и приклада. Нижняя часть кожуха шириной 20-13 мм открыта на всю его длину.
Для улучшения кучности стрельбы в дульной части ствола на кожухе расположен дульный тормоз-компенсатор. Прицельное приспособление состоит из мушки и прицела с перекидным це́ликом. Целик имеет две фиксированные позиции — 100 и 200 м, обозначаемые числами 10 и 20. Ведение прицельного огня в положении «20» возможно до 300 м.
Предохранитель расположен в передней части спусковой скобы. При сдвиге его назад он блокирует спусковую тягу и поднимает планку с вырезами, блокирующими рукоятку взведения, жёстко соединённую с затвором, и в спущенном, и во взведённом положении. В переднее — боевое — положение предохранитель переводится указательным пальцем. В некоторых модификациях при необходимости блокировки взведённого затвора рукоятка взведения может быть заведена в дополнительный поперечный паз на ствольной коробке. В таком положении взведённый затвор не может сорваться самопроизвольно даже при падении оружия или сильном ударе.
Благодаря длинному ходу подвижных частей ППС имеет более низкий, по сравнению с ППШ, темп стрельбы. Можно вести стрельбу даже одиночными выстрелами, плавно нажимая и быстро отпуская спуск.
Питание ППС-42/43 производится из коробчатого (секторного) магазина ёмкостью 35 патронов, вставляемого в приёмник (горловину), который снабжён защёлкой с предохранительной скобой, предотвращающей случайное извлечение магазина. Магазин имеет выход в два ряда, что повышает безотказность действия и упрощает наполнение магазина. У ППШ магазин имеет выход патронов в один ряд; кроме того, магазин ППШ имеет в верхней части направляющую обойму, необходимую для установки в разъём для барабанных магазинов.
Приклад металлический, складной, складывается на ствольную коробку. При неполной разборке спусковая коробка откидывается вниз относительно ствольной коробки, вращаясь на скрепляющей оси перед горловиной магазина.
В модели ППС-43 крепление возвратно-боевой пружины к направляющему стержню выполнено с помощью специального упора. Стержень удлинён, смещён влево и проходит сквозь фрезерованный паз в левой нижней части затвора, при этом его передний торец стал выполнять и функцию отражателя, переставшего быть отдельной деталью. Была снижена масса затвора с 570 г до 550 г, уменьшена длина ствола с 272 мм до 251 мм, длина приклада уменьшена с 245 мм до 230 мм. Кроме того, улучшены рукоятка взведения, флажок предохранителя, защёлка плечевого упора, кожух ствола и ствольная коробка были объединены в одну деталь.
Изменено крепление приклада. Головка защёлки приклада вынесена над ствольной коробкой в задней её части. Пистолетная рукоятка улучшенной формы обеспечивает достаточно удобное управление оружием при стрельбе как с откинутым, так и со сложенным прикладом.
Вес ППС-43 с полным боекомплектом (шесть снаряжённых магазинов) составляет 6,72 кг, что меньше веса пистолета-пулемёта «Суоми» с одним 70-патронным магазином. Выпущенная из ППС пуля сохраняет убойную силу на дистанции до 800 м. Наиболее эффективно ведение огня короткими очередями (2—5 выстрелов), при стрельбе длинными очередями увеличивается рассеивание.
Наиболее существенная особенность ППС — простота конструкции и технологичность изготовления. Он практически полностью собирается из штампованных деталей, соединяемых сваркой и заклёпками. Расход материалов на единицу ППС-43 был вдвое меньше, а трудозатраты втрое меньше, чем на единицу ППШ-41.

## Кучность боя и эффективность огня
| Сердцевинные полосы рассеивания лучшей половины попаданий, см: | Сердцевинные полосы рассеивания лучшей половины попаданий, см: | Сердцевинные полосы рассеивания лучшей половины попаданий, см: | Сердцевинные полосы рассеивания лучшей половины попаданий, см: | Сердцевинные полосы рассеивания лучшей половины попаданий, см: |
| расстояние, м                                                  | по высоте, см                                                  | по высоте, см                                                  | по ширине, см                                                  | по ширине, см                                                  |
|                                                                | одиночными                                                     | короткими очередями                                            | одиночными                                                     | короткими очередями                                            |
| -------------------------------------------------------------- | -------------------------------------------------------------- | -------------------------------------------------------------- | -------------------------------------------------------------- | -------------------------------------------------------------- |
| 50                                                             | 10                                                             | 15                                                             | 10                                                             | 14                                                             |
| 100                                                            | 20                                                             | 30                                                             | 20                                                             | 27                                                             |
| 150                                                            | 31                                                             | 45                                                             | 30                                                             | 40                                                             |
| 200                                                            | 42                                                             | 60                                                             | 40                                                             | 50                                                             |
| 250                                                            | 53                                                             | 75                                                             | 50                                                             | 66                                                             |
| 300                                                            | 64                                                             | 90                                                             | 60                                                             | 80                                                             |

Для поражения одиночного бойца противника (ростовой мишени) при ведении огня короткими очередями из приведённого к нормальному бою оружия был необходим 1 патрон на дистанции до 100 м, 2 — на дистанции в 150 м, 3 — на дистанции в 200—250 м, и 4 патрона на дистанции в 300 м (при условии совмещения средней точки попадания с серединой цели)..

## Разработка и производство
Пистолет-пулемёт ППС был разработан советским конструктором-оружейником Алексеем Ивановичем Судаевым в 1942 году и производился на Сестрорецком оружейном заводе для снабжения войск Ленинградского фронта. Во время проектирования этого оружия на вооружении Красной Армии состоял знаменитый ППШ-41, зарекомендовавший себя эффективным в бою и технологичным в производстве. Но у ППШ были не только преимущества, но и недостатки, такие как большие габариты и масса, что значительно затрудняло применение этого оружия в условиях узких окопов и тесных помещений в городских боях, а также разведчиками, десантниками и экипажами боевых машин. Барабанный магазин, применявшийся в ППШ, хоть и имел большой объём, на практике оказался самой ненадёжной и сложной в производстве деталью. К тому же, в условиях военного времени необходимо было снизить затраты на массовое производство пистолетов-пулемётов.
В результате, в 1942 году был объявлен конкурс на более лёгкий, компактный и дешёвый в производстве пистолет-пулемёт, но не уступающий по характеристикам пистолету-пулемёту конструкции Шпагина. В конкурсе участвовали такие знаменитые конструкторы как В. А. Дегтярёв, Г. С. Шпагин, Н. В. Рукавишников, С. А. Коровин. Победу одержало оружие Алексея Ивановича Судаева.
Пистолет-пулемёт ППС спроектирован на основе компиляции проекта А. И. Судаева и проекта техника-лейтенанта И. К. Безручко-Высоцкого (конструкция затвора и возвратной системы). В то время как в осаждённый город по дороге жизни шло продовольствие для ленинградцев, обратно из города вывозили не только беженцев, но и новое оружие.
Первые пистолеты-пулемёты прошли полевые испытания 6-13 июня 1942 года в частях Ленинградского фронта, после чего было начато их серийное производство на Сестрорецком оружейном заводе. В конце 1942 года пистолет-пулемёт был принят на вооружение под наименованием ППС-42. Произведённые ППС сразу же попадали на фронт, благодаря чему удавалось быстро учитывать и устранять выявленные недостатки в ходе эксплуатации. Уже в следующем, 1943 году на вооружение была принята улучшенная конструкция под названием ППС-43 (укорочен ствол и приклад, изменены рукоятка взведения, флажок предохранителя и защёлка плечевого упора, кожух ствола и ствольная коробка объединены в одну деталь). Уже в 1943 году было выпущено 175174 ППС-43.
Всего до полного снятия блокады в январе 1944 году на заводах Ленинграда было выпущено 46 572 шт. ППС обеих модификаций. Пистолет-пулемёт Судаева обр. 1943 г. производился в СССР с 1943 по 1945 г. В общей сложности было выпущено примерно 500 тыс. единиц ППС обеих модификаций.
В начале 1950-х годов ППС был снят с вооружения Советской Армии и постепенно заменён автоматом Калашникова (хотя последнее советское наставление по ППС было выпущено в 1955 году), несколько дольше он сохранялся на вооружении тыловых и вспомогательных подразделений, частей внутренних войск и железнодорожных войск. На вооружении отдельных подразделений военизированной охраны ППС состоял, по меньшей мере, до конца 1980-х годов.

### Варианты и модификации
- СССР — ППС обр.1942 г.
- СССР — ППС обр.1943 г.

- Финляндия — после изучения конструкции советских образцов в 1944 году на заводе Tikkakoski под обозначением m/44 был начат выпуск 9-мм модификации ППС-43 (под патрон 9×19 мм «Парабеллум»), использовавшей магазины от Suomi. Всего было выпущено около 10,4 тыс. шт. таких пистолетов-пулемётов. В 1957—1958 годы m/44 находился на вооружении финских миротворцев ООН на Синайском полуострове.
- ФРГ — вариант финского m/44 производился малыми партиями в Западной Германии и Испании под обозначением DUX 53 и в 1953—1959 годы состоял на вооружении пограничной стражи ФРГ.

- ПНР — с 1948 до 1955 года несколькими заводами выпускалась копия ППС-43, а с 1952 года под наименованием «PPS wz.1943/1952» также производился вариант с нескладным деревянным прикладом вместо складного плечевого упора. В литературе упоминается тренировочный вариант под патрон .22LR.

- Китай — после окончания Второй мировой войны производился под наименованием «Тип 54». В конструкцию и технологию производства были внесены незначительные изменения в связи с адаптацией к особенностям китайской промышленности.
- КНДР — производился после окончания Второй мировой войны[8].

Благодаря простоте конструкции и высокой технологичности, ППС нередко становился прообразом для оружия кустарного или полукустарного изготовления. Например, в Грузии на машиностроительном заводе в Зугдиди в своё время выпускался пистолет-пулемёт «Иверия», по конструкции явно восходящий к системе Судаева. По похожей схеме изготавливали оружие (недоступная ссылка) и армяне в Нагорном Карабахе.

### Приспособление для стрельбы из укрытия
В 1946 году в СССР ЦКБ-14 Н. Ф. Макаровым для пистолета-пулемёта Судаева был разработан 7,62-мм нарезной искривитель ТКБ-401. Он представлял собой ствол с обычной нарезкой, изогнутый под углом 90° по архимедовой спирали и предполагался для установки на бронетанковой технике на шаровой опоре.

## Эксплуатация и боевое применение

### В ходе Второй мировой войны
- Латвия — трофейные ППС использовались лесными братьями.
- Литва — трофейные ППС использовались лесными братьями.
- СССР — ППС состоял на вооружении советских вооружённых сил, он также поставлялся советским партизанам и поступал на вооружение иностранных воинских формирований на территории СССР.
- Третий рейх — трофейные ППС под наименованием Maschinenpistole 719(r) поступали на вооружение вермахта, СС и иных военизированных формирований нацистской Германии и её сателлитов.
- Финляндия — трофейные ППС-42 и ППС-43 использовались в финских частях, были популярны у разведчиков.
- Югославия — поставки для Народно-освободительной армии Югославии начались в 1944 году, после войны оставался на вооружении под наименованием Automat 7.62 mm PPS M43(s)[10]

### После 1945
- Ангола — некоторое количество ППС советского и польского производства получены в качестве военной помощи. Сняты с вооружения в начале 1980-х[11].
- Беларусь — в начале 1990-х годов ППС оставались на хранении. Кроме того, в 1990-е годы для вооружения военнослужащих и сотрудников МВД были предложены иностранные пистолеты-пулемёты под патрон 9х19 мм, однако по результатам испытаний было установлено, что имевшиеся на складском хранении автоматические пистолеты АПС и пистолеты-пулемёты ППС-43 по тактико-техническим характеристикам превосходят предлагаемые финские пистолеты-пулемёты Jatimatic, а также компактные пистолеты-пулемёты других систем (Ingram, Mini Uzi)[12].
- Вьетнам — ППС были получены по программе военной помощи из СССР и Китая во время вьетнамской войны, после перевооружения Вьетнамской Народной армии на автоматы Калашникова были переданы на склады мобилизационного резерва для вооружения отрядов ополчения[13].
- Китай — ППС производились по лицензии как 7.62 Type 54. Они находились на вооружении строевых частей приблизительно до середины 1960-х годов, а также поставлялись на экспорт в страны ЮВА, Северную Корею и страны Африки.
- КНДР — ППС советского и китайского производства оставались на вооружении по меньшей мере до 1997 года[14]
- Кот-д’Ивуар — некоторое количество ППС советского и польского производства получены в качестве военной помощи.
- Куба — некоторое количество ППС польского производства остаётся в резерве для ополчения.
- Лаос — некоторое количество ППС, преимущественно производства КНР, передано во время Гражданской войны в стране[15]
- Латвия — трофейные ППС использовались лесными братьями.
- Польша — ППС советского и собственного производства (под названием Pistolet maszynowy wz. 43) состояли на вооружении армии до 1980-х гг., а также долгое время использовались в полицейских и охранных службах. На складах мобилизационного резерва они оставались по меньшей мере до 2019 года[16]
- Сомали — ППС китайского производства были куплены для Полиции Сомали.
- Сьерра-Леоне — некоторое количество ППС советского и польского производства получены в качестве военной помощи.
- Украина  — в начале 1990-х годов некоторое количество ППС-43 со складов мобилизационного резерва министерства обороны Украины было передано на вооружение подразделений военизированной охраны и патрульно-постовой службы милиции (в связи со сложной криминогенной обстановкой и дефицитом патронов 5,45×39 мм, не позволившим полностью перевооружить милицию автоматами Калашникова)[17]. По состоянию на 14 июля 2005 года на хранении министерства обороны Украины имелось не менее 25 000 шт. ППС[18]. 23 ноября 2005 года правительство Украины подписало соглашение с Агентством НАТО по материально-техническому обеспечению и снабжению (NAMSA), в соответствии с которым приняло на себя обязательства начать уничтожение избыточных запасов вооружения и боеприпасов в обмен на предоставление материально-финансовой помощи. Началась распродажа излишнего оружия (в том числе, ППС)[19]; по состоянию на 15 августа 2011 года, на хранении министерства обороны оставалось не менее 18 000 шт.[20], но 29 февраля 2012 года было утверждено решение о утилизации ещё 12 000 шт. ППС[21]. Зафиксировано использование ППС пророссийскими силами в ходе боевых действий на востоке Украины[22]. Весной 2023 года после штурма Соледара некоторое количество ППС было найдено на складах военного имущества[23].
- Эфиопия  — в 1970-х годах у Китая и Польши куплены несколько крупных партий ППС для правоохранительных органов. Также получали ППС в качестве военной помощи из Кубы.

## Нумизматика
- 7 февраля 2020 года Банк России выпустил в обращение памятную монету номиналом 25 рублей «Конструктор оружия А. И. Судаев» из серии «Оружие Великой Победы» (конструкторы оружия) с изображением пистолета-пулемёта Судаева «ППС-43»[24];